# Lenarto (meteorito)
El meteorito de Lenarto, conocido también como meteorito de Lenartov o de Lenarco, es un meteorito metálico encontrado en 1814 en las cercanías de Lenartov (Imperio austrohúngaro, actualmente Eslovaquia).
Con 108,5 kg de peso, es el segundo meteorito más masivo encontrado en Eslovaquia, después del de Magura.

## Historia
En 1814 unos campesinos rutenos encontraron una masa de aproximadamente 108 kg «en una de las cumbres más altas de los Cárpatos» (Tehel, 1815). De acuerdo a Sennowitz, la masa fue encontrada en una pendiente del bosque por un pastor y su amigo, que estaban recogiendo madera en un pequeño carro. La localización del hallazgo es incierta y se han dado distintas coordenadas de la misma: Chladni (1819) la sitúa «a tres horas de Bartfeld» —la actual Bardejov—, y Brezina (1896) agrega que estaba «al oeste» de Bartfeld.
Los descubridores del meteorito pensaron que la masa era valiosa debido al brillo plateado de su fractura, por lo que la transportaron a su pueblo (Lenarco, hoy Lenartov) con intención de fundirla. Sin embargo, el propietario de la tierra, Jozsef Kapy, cuando conoció la noticia del hallazgo, compró la masa y la donó al Museo de Historia Natural de Budapest en 1815.

## Composición y clasificación
El meteorito muestra evidentes signos de corrosión. En muchos lugares, la superficie se desintegra en fragmentos octaédricos, y toda la corteza de fusión y la zona afectada por el calor han desaparecido hace tiempo.
Venas de limonita penetran algunos centímetros bajo de la superficie.
En este meteorito, la camacita parece haber sufrido presiones de más de 130 kilobares, aunque su baja dureza sugiere un calentamiento significativo después de un impacto. La plesita ocupa un 30% en área y se encuentra enmarcada por taenita.
La schreibersita es frecuente en forma de cristales alargados monocristalinos, enfundados en camacita. Asimismo, la troilita aparece ocasionalmente como nódulos irregulares, aunque es más común en forma de láminas.
El meteorito de Lenarto está catalogado como una octaedrita media con estructura €. Es un miembro de transición entre los grupos IIIA y IIIB con aproximadamente 0,3 ppm de iridio. Su contenido de níquel es de aproximadamente el 8,70%, mientras que los de galio y germanio son 21,7 y 43,5 ppm respectivamente.